# Povestiri din Sevastopol
„Povestiri din Sevastopol” (în rusă Севастопольские рассказы, transliterat: Sevastopolskie rasskazî) sunt trei povestiri scrise de Lev Tolstoi și publicate în 1855.